# Instytut Tertio Millennio
Instytut Tertio Millennio – polska organizacja pozarządowa, której celem jest popularyzacja nauczania społecznego Kościoła ze szczególnym uwzględnieniem upowszechniania i komentowania nauczania Jana Pawła II.

## Historia
Instytut został założony w 1995 roku przez dominikanina Macieja Ziębę OP. Jego powstanie było związane z ogłoszeniem w 1994 roku przez Jana Pawła II listu Tertio millennio adveniente. W tym dokumencie Papież sformułował wezwanie do przygotowania na czas Wielkiego Jubileuszu Roku 2000, które przez twórców Instytutu zostało odczytane jako zachęta do dalszych działań.
W 2001 roku Instytut sformalizował swoją niezależność powołując osobną fundację, której cele odpowiadają zadaniom, jakie Papież postawił przed katolikami na czas przełomu wieków.
W 2015 roku ITM obchodził swoje 20-lecie.
W 2025 roku ITM będzie obchodził swoje 30-lecie.

## Misja
Instytut Tertio Millennio, założony w 1995 roku w Warszawie, jest wynikiem inspiracji płynącej z wizyty Jana Pawła II w Polsce w 1991 roku. Moment, w którym papież wygłosił przemówienie do młodzieży na Placu Zwycięstwa, stał się kluczowym punktem zwrotnym dla inicjatorów instytutu. Papież wzywał młodzież do aktywnego uczestnictwa w budowaniu cywilizacji miłości i prawdy w nadchodzącym tysiącleciu. Ta idea zrodziła w umysłach polskich intelektualistów i działaczy społecznych chęć stworzenia instytucji, która realizowałaby tę wizję i wartości.

Założenie instytutu przez dominikanina Macieja Ziębę OP było również związane z ogłoszeniem w 1994 roku przez Jana Pawła II listu Tertio millennio adveniente. W tym dokumencie papież sformułował wezwanie do przygotowania na czas Wielkiego Jubileuszu Roku 2000, które przez twórców Instytutu zostało odczytane jako zachęta do dalszych działań.

Cały plan pracy Instytutu Tertio Millennio wydaje się naglącą potrzebą obecnych czasów

Instytut, organizując seminaria, konferencje czy warsztaty, stał się miejscem dyskusji na temat roli religii w nowoczesnym świecie, łącząc w sobie różne tradycje i systemy myślowe, co było wizją zgodną z nauczaniem papieża. Rozważania na temat wyzwań, przed którymi stoi współczesna Europa, a także roli, jaką w tych wyzwaniach mogą odegrać wartości chrześcijańskie, stały się kluczowym elementem działalności Instytutu. Dyskusje te były nie tylko akademickie, ale również praktyczne, skupiając się na realnych problemach społecznych i politycznych.
W ciągu lat, Instytut Tertio Millennio rozszerzył swoją działalność, tworząc międzynarodowe sieci współpracy z innymi instytucjami i organizacjami chrześcijańskimi w Europie i na świecie. Pozwoliło to na wymianę doświadczeń i idei, co przyczyniło się do rozwoju dialogu międzykulturowego czy ekumenicznego.
Od kwietnia 1998 roku do maja 2003 roku Instytut redagował dodatek religijno-społeczny do Gościa Niedzielnego o nazwie "Azymut".
W 2001 roku Instytut sformalizował swoją niezależność powołując osobną fundację, której cele odpowiadają zadaniom, jakie papież postawił przed katolikami na czas przełomu wieków.
W 2015 roku ITM obchodził swoje 20-lecie pod hasłem "Mosty, a nie Mury".
Do 2024 roku Instytut Tertio Millennio zrealizował ponad 330 projektów, w których uczestniczyło około 100 tys. osób, a szkoły przez niego organizowane ukończyło ponad 1500 osób. Jego działania edukacyjne i społeczne, a także publicystyczne, kontynuują tradycję intelektualną i duchową Jana Pawła II, opierając się na wspólnym poszukiwanie prawdy w pluralistycznym społeczeństwie.

## Działalność
Korzystając z wiedzy nauczycieli akademickich i ekspertów w swoich dziedzinach, Instytut edukuje w zakresie filozofii, historii, ekonomii, polityki czy kultury, w oparciu o wartości proponowane przez katolicką naukę społeczną. Stara się o ciągłą recepcję nauczania Jana Pawła II w różnych dziedzinach wiedzy i adaptowanie go do nowych wyzwań.
Obecnie Instytut Tertio Millennio prowadzi swoje oddziały w czterech miastach wojewódzkich: Warszawa, Wrocław, Kraków i Lublin. Prowadzi projekty edukacyjne w wymiarze ogólnopolskim i międzynarodowym.
Radę fundacji tworzą Michał Szułdrzyński, Mirosław Sanek, Wojciech Hann, Piotr Kolbusz, Marek Paweł Loose i Tomasz Chmal.

### Portal publicystyczny
We wrześniu 2023 roku powstał portal publicystyczny tertio.pl, gdzie ukazują się podkasty oraz teksty autorów związanych z ITM, między innymi George'a Weigela. Do września 2024 roku na portalu ukazały się teksty 40 autorów.
Portal promuje katolicką naukę społeczną, poszukując jej zastosowań we współczesności.

### Seminar Tertio Millennio on the Free Society
Trzytygodniowe seminarium przeznaczone dla studentów i naukowców z Ameryki Północnej oraz Europy Środkowo-Wschodniej mające w swojej historii już 30 edycji. Jest okazją do głębszego poznania zagadnień związanych z chrześcijańską nauką społeczną, współczesną demokracją, filozofią, źródłami praw człowieka.
TMS powstał w 1992 roku za sprawą Michaela Novaka, Rocco Buttiglione, Księdza Richarda Johna Neuhausa, ojca Macieja Zięby OP oraz George'a Weigela, by pogłębić dialog wokół nauczania społecznego Kościoła.

### Szkoła Zimowa
Wyjazdowe seminarium przeznaczone dla studentów, doktorantów oraz pełnoletnich licealistów. W jego czasie odbywają się dyskusje na temat bieżących kwestii społecznych, gospodarczych i etycznych. Podczas Szkoły Zimowej uczestnicy biorą udział w wykładach oraz warsztatach z praktykami ze świata nauki, biznesu, kultury i polityki, a także przygotowują się i przeprowadzają debatę oksfordzką. W 2024 roku odbyła się 55. edycja Szkoły Zimowej.

### Tertion i Spotkanie w Laskach
Spotkania środowiskowe, które pozwalają wspólnocie ITM na integrację i pogłębienie więzi.

### Konkurs Papieski dla uczniów szkół ponadpodstawowych
Największy w Polsce konkurs o życiu i nauczaniu Jana Pawła II. Skierowany jest do uczniów szkół ponadpodstawowych z całej Polski. Tradycyjną nagrodą w konkursie jest wycieczka do Rzymu dla laureatów. Obecnie konkurs składa się z czterech etapów - dwóch testów online oraz eseju i jego obrony. Konkurs odbywa się w całej Polsce i jest podzielony na 9 regionów.
Dotychczas odbyło się 20 ogólnopolskich edycji konkursu wspartych przez 233 patronów i partnerów, w których wzięło udział łącznie 95148 uczestników i nagrodzono 545 laureatów.

### Konkurs papieski dla studentów
Konkurs o znajomości nauczania Jana Pawła II dla studentów i doktorantów, zachęcający do konfrontacji z myślą społeczną papieża. Współorganizatorem jest Teologia Polityczna, a fundatorem nagród m.in. Fundacja Świętego Mikołaja. Odbyły się już cztery edycje. Jego kluczową częścią jest napisanie eseju z wybranego zakresu nauczania papieża oraz jego obrona przed komisją złożoną z nauczycieli akademickich. Główną wygraną w konkursie jest stypendium na roczne studia podyplomowe "JP2 Studies" na Uniwersytecie Angelicum w Rzymie. 

### Obóz integracyjno-naukowy
Od września 2024 roku Instytut we współpracy Teologią Polityczną organizuje 10-dniową szkołę skierowaną do maturzystów i studentów z całej Polski. Podzielona jest na dziewięć bloków tematycznych: Polska, Europa, Kościół; Demokracja – możliwości i zagrożenia; Wolność i odpowiedzialność; Katolik w Internecie; Rodzina i praca; Sztuka sakralna; Liturgia – stare i nowe; Wprowadzenie do Katolickiej Nauki Społecznej; Źródła i Mielizny – katolik w postchrześcijańskiej rzeczywistości.
W edycji z 2024 roku zajęcia prowadziło ponad 20 prelegentów, m.in. prof. Marek Cichocki, Agata Kałamucka, dr Mateusz Szpytma, dr  Marija Barić Đurđević, dr Krystyna Samsonowska, ks. prof. Piotr Mazurkiewicz, prof. Zbigniew Stawrowski, prof. Michał A. Michalski, Paweł Bębenek, prof. Dariusz Gawin, dr Paweł Milcarek czy Michał Kłosowski. Bloki tematyczne obejmowały tematy od teologii po ekonomię, nawiązując do książki Pamięć i tożsamość Jana Pawła II. W ramach części naukowej podczas obozu odbyła się również debata, mająca na celu ćwiczenie rzeczowej argumentacji, a także umiejętności wystąpień publicznych.

### Dar na 100
Projekt trwający od 18 maja 2019 roku do końca 2021 roku, realizowany w związku ze stuleciem urodzin św. Jana Pawła II, w którym wzięło udział 157 750 osób. Projekt „Dar na Stulecie" polegał na stworzeniu „duchowego pomnika” zbudowanego z inicjatyw modlitewnych, charytatywnych, naukowych, artystycznych, edukacyjnych i wychowawczych podejmowanych jako wyraz wdzięczności za życie świętego papieża. Realizacja projektu początkowo planowana była na cały rok stulecia urodzin św. Jana Pawła II – od 18 maja 2019 r. do 18 maja 2020 r. Z uwagi na pandemię koronawirusa czas trwanie projektu przedłużono do końca 2020 r. Podjęto 2485 inicjatyw modlitewnych i charytatywnych, naukowych i artystycznych, edukacyjnych i wychowawczych. Projekt dotarł na 6 kontynentów, odbywał się w 35 krajach (174 zagranicznych inicjatyw i 2311 w Polsce).
W działania zaangażowało się m.in. 531 placówek oświatowych. Wśród zrealizowanych inicjatyw wymienić można m.in. misję w Sudanie Południowym, polegającą na wybudowaniu placu zabaw przy szkole podstawowej im. „Cece” w Nimule przy granicy z Ugandą. Odbyło się też widowisko muzyczno–taneczne w parafii Najświętszego Serca Pana Jezusa w Bolesławcu. W Poznaniu powstało 100 ciepłych czapek wykonanych na drutach dla dzieci z Afganistanu. W parafii św. Michała Archanioła w Leśnej zasadzono 100 dębów papieskich a w przedszkolu w Ilkowicach – kwiatki dla papieża.
Wszystkie projekty zebrane zostały i opisane w księdze pt. „Mozaika wspólnego dobra”, która – zgodnie z zamysłem śp. o. Macieja Zięby – złożona została w Sanktuarium św. Jana Pawła II.

### Tygiel
Doroczna konferencja organizowana przez lubelski oddział Instytutu Tertio Millennio we współpracy z Klubem Jagiellońskim. Jej głównym celem jest zgłębianie zagadnień związanych z Katolicką Nauką Społeczną, przy jednoczesnym podejmowaniu tematów społecznych, filozoficznych i teologicznych. Wydarzenie stanowi platformę wymiany myśli, konfrontacji poglądów oraz poszukiwania odpowiedzi na pytania stawiane przez współczesną rzeczywistość. Konferencja przyciąga prelegentów i uczestników zainteresowanych dobrem wspólnym oraz rozwojem społeczeństwa.
Tygiel oferuje szeroki wachlarz wydarzeń, takich jak panele tematyczne, pokazy filmowe, atrakcje kulturalne oraz nieformalne spotkania z prelegentami. Wśród zaproszonych gości znaleźli się m.in. filozof Tomasz Stawiszyński, prezes Klubu Jagiellońskiego Piotr Trudnowski oraz dr Barbara Wybacz z lubelskiego Centrum Spotkania Kultur.